# Terzarolo
Terzarolo – srebrna moneta włoska o wartości 1/24 soldo, bita w drugiej połowie XII i w XIII w.